# Combinatorics, Probability and Computing
Pour les articles homonymes, voir CPC.
Combinatorics, Probability and Computing est une revue scientifique revue par les pairs en mathématiques, publiée par Cambridge University Press. Son rédacteur en chef est Béla Bollobás (DPMMS (en) et Université de Memphis). Le journal couvre les champs de la combinatoire, la théorie des probabilités et l'informatique théorique. Actuellement, il publie six numéros par an. Comme avec d'autres revues du même éditeur, il suit une politique hybride green/gold libre accès, dans laquelle les auteurs peuvent placer des copies de leurs articles en dépôt institutionnel après six mois de période d'embargo, ou payer des frais pour un accès libre afin de rende leurs articles libres lisibles sur le site du journal.
Le journal a été créé par Bollobás en 1992. Le lauréat de la médaille Fields Timothy Gowers l'a qualifié de "favori personnel" parmi les revues de combinatoire et écrit qu'il "maintient un niveau élevé".

## Saisie et indexation
Le journal est recensé et indexé dans:
- Compendex
- Computer Science Index
- Current Contents/Physical, Chemical & Earth Sciences[4]
- Current Index to Statistics
- EBSCO databases
- Inspec[5]
- MathSciNet
- ProQuest databases
- Referativnyi Zhurnal
- Science Citation Index Expanded[4]
- Scopus[6]
- Zentralblatt MATH[7].

Selon le Journal Citation Reports, le journal a en 2014 un facteur d'impact de 0.623. Depuis 2007, il a été classé par le SCImago Journal Rank dans le premier quartile des journaux dans quatre domaines: mathématiques appliquées, théorie du calcul, statistique et probabilités, et informatique théorique.